# Roberto Ordóñez Ayoví
Roberto Ordóñez (n. Guayaquil, Ecuador; 4 de mayo de 1985) es un futbolista ecuatoriano. Juega de delantero y su equipo actual es Cuenca Juniors de la Segunda Categoría de Ecuador.

## Trayectoria
Debutó profesionalmente en Espol en la temporada 2004 donde anotó 8 goles en 5 partidos jugados, esto hizo que formara parte del plantel politécnico para la siguiente temporada, en la cual no tuvo buen rendimiento como lo había hecho en la etapa anterior, jugando solo 4 partidos y no logrando marcar goles. Tras quedar libre es contratado por el Manta en el cual tuvo la oportunidad de jugar 22 partidos y de anotar 4 goles. En agosto de 2021 regresó al cuadro atunero.
Para la siguiente temporada llega a Liga de Loja, club con el que estuvo hasta el 2009, logrando en toda la etapa que estuvo con la garra del oso jugar 31 partidos y anotar en 7 ocasiones. Después tuvo pasos por equipos como Técnico Universitario, Aucas y Rocafuerte.
En el 2013 fue fichado por el River Ecuador, club con el cual consigue el ascenso a la Serie A de Ecuador para la siguiente temporada en calidad de subcampeón.
Para el 2015 se da a conocer en Primera División al ser contratado por el Mushuc Runa, equipo donde tuvo una destacada actuación anotando 12 goles en 36 partidos jugados, lo que le serviría para obtener su primera experiencia en el extranjero, cuándo fue contratado por el Cimarrones de Sonora de México, dónde anotó goles importantes para el equipo, pero lamentablemente a mediados de la temporada no llega a acuerdos con el club, terminando de esta manera su vinculación y quedando en condición libre, regresando al final de la temporada a Ecuador, específicamente a Fuerza Amarilla de Machala.
Sus buenas actuaciones en el equipo de Machala le sirvieron para en el 2017 ser contratado por el Delfín de Manta en el cual fue subcampeón de la Serie A de Ecuador tras perder la final con Emelec, pero tras haber tenido buenas actuaciones con el  cuadro cetáceo fue incluido en el once ideal del Campeonato. En el 2018 obtiene su primera participación internacional, al participar en la Copa Libertadores 2018, marcando el primer gol del equipo en el debut de aquel torneo ante el Bolívar de la Paz, en el empate 1 a 1. En el 2019 también participó en la Copa Libertadores 2019; en esta última marcó tres goles al Nacional de Paraguay (dos en el partido de ida y uno en el partido de vuelta) por la primera fase, lo que le sirvió para acceder a la Segunda Fase, en la que fueron eliminados ante el Caracas de Venezuela pero dejó buenas actuaciones en el certamen. En ese mismo año también se coronó campeón de la Serie A de Ecuador 2019 al vencer en la final por la vía de los penales a Liga Deportiva Universitaria, consiguiendo de esta manera su primer título en su carrera deportiva. También fue subcampeón de la Copa Ecuador 2018-19. Al final del año no renovó su contrato con Delfín pero obtuvo un récord al ser el máximo goleador del cetáceo en torneos internacionales.
Para la temporada 2020 es contratado por Emelec también de la Primera División de Ecuador. Su debut con los eléctricos fue el 14 de febrero por la fecha uno de la Serie A 2020 dónde anotó el segundo gol del equipo en el empate agónico de 2-2 ante Orense. Mientras que al nivel internacional debutó ante Blooming de Bolivia en la victoria de 2-0 de los eléctricos en condición de local en el partido de vuelta por la primera fase de la Copa Sudamericana 2020. Anotó su segundo gol con el cuadro millonario por la cuarta fecha de la Serie A en la goleada 4-0 ante Aucas.[cita requerida]
En julio de 2024 firmó por seis meses con Estudiantes de Mérida de Venezuela.

## Selección nacional
El 25 de septiembre de 2017 es convocado por Jorge Célico para jugar los partidos ante Chile y Argentina correspondiente a la última jornada de las eliminatorias a Rusia 2018.

### Participaciones en eliminatorias
| Eliminatorias      | Sede            | Resultado      | Partidos | Goles |
| ------------------ | --------------- | -------------- | -------- | ----- |
| Eliminatorias 2018 | América del Sur | No clasificado | 2        | 0     |

### Partidos internacionales
Actualizado al último partido disputado el 10 de octubre de 2017.
| \| N.° \| Fecha \| Ciudad \| Rival \| Resultado \| Resultado \| Competencia \| \| --- \| --------------------- \| -------- \| --------- \| --------- \| --------- \| ----------------------------------- \| \| 1. \| 5 de octubre de 2017 \| Santiago \| Chile \| 1-2 \| Derrota \| Eliminatorias al Mundial Rusia 2018 \| \| 2. \| 10 de octubre de 2017 \| Quito \| Argentina \| 1-3 \| Derrota \| Eliminatorias al Mundial Rusia 2018 \| |                       |          |           |           |           |                                     |
| N.° | Fecha                 | Ciudad   | Rival     | Resultado | Resultado | Competencia                         |
| 1. | 5 de octubre de 2017  | Santiago | Chile     | 1-2       | Derrota   | Eliminatorias al Mundial Rusia 2018 |
| 2. | 10 de octubre de 2017 | Quito    | Argentina | 1-3       | Derrota   | Eliminatorias al Mundial Rusia 2018 |

## Estadísticas

### Clubes
Actualizado al último partido disputado el 17 de noviembre de 2024.
| Club                                    | Div.          | Temporada     | Liga  | Liga  | Copas nacionales | Copas nacionales | Copas internacionales | Copas internacionales | Total | Total | Total  |
| Club                                    | Div.          | Temporada     | Part. | Goles | Part.            | Goles            | Part.                 | Goles                 | Part. | Goles | Asist. |
| --------------------------------------- | ------------- | ------------- | ----- | ----- | ---------------- | ---------------- | --------------------- | --------------------- | ----- | ----- | ------ |
| Espol · Ecuador                         | 3.ª           | 2004          | 15    | 8     | Inexistentes     | Inexistentes     | Inexistentes          | Inexistentes          | 15    | 8     | 0      |
| Espol · Ecuador                         | 3.ª           | 2005          | 4     | 0     | Inexistentes     | Inexistentes     | Inexistentes          | Inexistentes          | 4     | 0     | 0      |
| Espol · Ecuador                         | Total club    | Total club    | 19    | 8     | 0                | 0                | 0                     | 0                     | 19    | 8     | 0      |
| Manta F. C. · Ecuador                   | 2.ª           | 2007          | 22    | 3     | Inexistentes     | Inexistentes     | Inexistentes          | Inexistentes          | 22    | 3     | 0      |
| Liga de Loja · Ecuador                  | 2.ª           | 2008          | 25    | 6     | Inexistentes     | Inexistentes     | Inexistentes          | Inexistentes          | 25    | 6     | 0      |
| Liga de Loja · Ecuador                  | 2.ª           | 2009          | 6     | 1     | Inexistentes     | Inexistentes     | Inexistentes          | Inexistentes          | 6     | 1     | 0      |
| Liga de Loja · Ecuador                  | Total club    | Total club    | 31    | 7     | 0                | 0                | 0                     | 0                     | 31    | 7     | 0      |
| Técnico Universitario · Ecuador         | 2.ª           | 2010          | 33    | 8     | Inexistentes     | Inexistentes     | Inexistentes          | Inexistentes          | 33    | 8     | 0      |
| Técnico Universitario · Ecuador         | Total club    | Total club    | 33    | 8     | 0                | 0                | 0                     | 0                     | 33    | 8     | 0      |
| Aucas · Ecuador                         | 3.ª           | 2011          | 27    | 16    | Inexistentes     | Inexistentes     | Inexistentes          | Inexistentes          | 27    | 16    | 0      |
| Rocafuerte F. C. · Ecuador              | 2.ª           | 2012          | 37    | 9     | Inexistentes     | Inexistentes     | Inexistentes          | Inexistentes          | 37    | 9     | 0      |
| Rocafuerte F. C. · Ecuador              | Total club    | Total club    | 37    | 9     | 0                | 0                | 0                     | 0                     | 37    | 9     | 0      |
| River Ecuador · Ecuador                 | 2.ª           | 2013          | 38    | 8     | Inexistentes     | Inexistentes     | Inexistentes          | Inexistentes          | 38    | 8     | 0      |
| River Ecuador · Ecuador                 | 2.ª           | 2014          | 36    | 9     | Inexistentes     | Inexistentes     | Inexistentes          | Inexistentes          | 36    | 9     | 0      |
| River Ecuador · Ecuador                 | Total club    | Total club    | 74    | 17    | 0                | 0                | 0                     | 0                     | 74    | 17    | 0      |
| Mushuc Runa · Ecuador                   | 1.ª           | 2015          | 36    | 12    | Inexistentes     | Inexistentes     | Inexistentes          | Inexistentes          | 36    | 12    | 0      |
| Mushuc Runa · Ecuador                   | Total club    | Total club    | 36    | 12    | 0                | 0                | 0                     | 0                     | 36    | 12    | 0      |
| Cimarrones de Sonora · México           | 2.ª           | 2016          | 15    | 7     | —                | —                | Inexistentes          | Inexistentes          | 15    | 7     | 0      |
| Cimarrones de Sonora · México           | Total club    | Total club    | 15    | 7     | 0                | 0                | 0                     | 0                     | 15    | 7     | 0      |
| Fuerza Amarilla · Ecuador               | 1.ª           | 2016          | 21    | 10    | Inexistentes     | Inexistentes     | —                     | —                     | 21    | 10    | 0      |
| Fuerza Amarilla · Ecuador               | Total club    | Total club    | 21    | 10    | 0                | 0                | 0                     | 0                     | 21    | 10    | 0      |
| Delfín S. C. · Ecuador                  | 1.ª           | 2017          | 38    | 13    | Inexistentes     | Inexistentes     | Inexistentes          | Inexistentes          | 38    | 13    | 0      |
| Delfín S. C. · Ecuador                  | 1.ª           | 2018          | 18    | 4     | —                | —                | 1                     | 1                     | 19    | 5     | 0      |
| Delfín S. C. · Ecuador                  | 1.ª           | 2019          | 32    | 10    | 4                | 1                | 4                     | 3                     | 40    | 14    | 5      |
| Delfín S. C. · Ecuador                  | Total club    | Total club    | 88    | 27    | 4                | 1                | 5                     | 4                     | 97    | 32    | 5      |
| Emelec · Ecuador                        | 1.ª           | 2020          | 28    | 7     | —                | —                | 3                     | 0                     | 31    | 7     | 0      |
| Emelec · Ecuador                        | Total club    | Total club    | 28    | 7     | 0                | 0                | 3                     | 0                     | 31    | 7     | 0      |
| Aucas · Ecuador                         | 1.ª           | 2021          | 10    | 2     | —                | —                | 7                     | 3                     | 17    | 5     | 0      |
| Manta F. C. · Ecuador                   | 1.ª           | 2021          | 10    | 3     | —                | —                | Inexistentes          | Inexistentes          | 10    | 3     | 0      |
| Manta F. C. · Ecuador                   | Total club    | Total club    | 32    | 6     | 0                | 0                | 0                     | 0                     | 32    | 6     | 0      |
| Aucas · Ecuador                         | 1.ª           | 2022          | 16    | 4     | 2                | 0                | Inexistentes          | Inexistentes          | 18    | 4     | 2      |
| Aucas · Ecuador                         | 1.ª           | 2023          | 15    | 1     | 1                | 0                | 4                     | 1                     | 20    | 2     | 0      |
| Aucas · Ecuador                         | Total club    | Total club    | 68    | 23    | 3                | 0                | 11                    | 4                     | 82    | 27    | 2      |
| Llaneros F. C. · Colombia               | 2.ª           | 2024          | 9     | 3     | 1                | 0                | Inexistentes          | Inexistentes          | 10    | 3     | 2      |
| Llaneros F. C. · Colombia               | Total club    | Total club    | 9     | 3     | 1                | 0                | 0                     | 0                     | 10    | 3     | 2      |
| Estudiantes de Mérida F. C. · Venezuela | 1.ª           | 2024          | 18    | 7     | 0                | 0                | Inexistentes          | Inexistentes          | 18    | 7     | 1      |
| Estudiantes de Mérida F. C. · Venezuela | Total club    | Total club    | 18    | 7     | 0                | 0                | 0                     | 0                     | 18    | 7     | 1      |
| Total carrera                           | Total carrera | Total carrera | 508   | 151   | 8                | 1                | 19                    | 8                     | 535   | 160   | 10     |
| 1. 2.                                   |               |               |       |       |                  |                  |                       |                       |       |       |        |

### Participaciones internacionales
| Torneo                 | Club         | Resultado      |
| ---------------------- | ------------ | -------------- |
| Copa Libertadores 2018 | Delfín S. C. | Fase de grupos |
| Copa Libertadores 2019 | Delfín S. C. | Segunda fase   |
| Copa Sudamericana 2020 | Emelec       | Segunda fase   |
| Copa Sudamericana 2021 | Aucas        | Fase de grupos |
| Copa Libertadores 2023 | Aucas        | Fase de grupos |

## Palmarés

### Campeonatos nacionales
| Título             | Club         | País    | Año  |
| ------------------ | ------------ | ------- | ---- |
| Serie A de Ecuador | Delfín S. C. | Ecuador | 2019 |
| Serie A de Ecuador | Aucas        | Ecuador | 2022 |

### Distinciones individuales
| Distinción                                            | Año  |
| ----------------------------------------------------- | ---- |
| Incluido en el 11 ideal de la Copa Banco del Pacífico | 2017 |